# Adelardo López de Ayala
Adelardo López de Ayala (Guadalcanal, 1º maggio 1828 – Madrid, 30 dicembre 1879) è stato uno scrittore e politico spagnolo.
Celebre drammaturgo liberale repubblicano fece parte del Governo provvisorio del 1869.

## Biografia
Adelardo López de Ayala y Herrera, andaluso di nascita, fu un celebre drammaturgo attivo in politica nelle file dei liberali repubblicani. Fu l'autore del famoso manifesto España con honra che legittimava la rivoluzione del 1868.

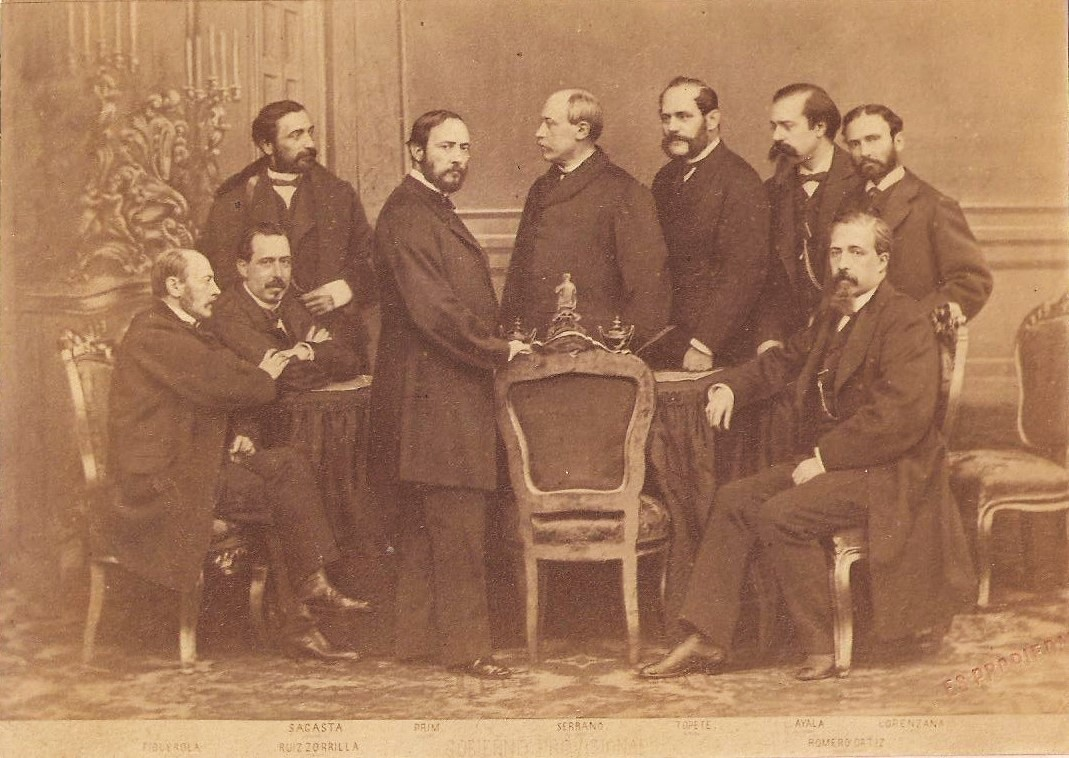
Governo provvisorio (1869), da sinistra a destra:Figuerola, Ruiz Zorrilla, Sagasta, Juan Prim, Serrano, Topete, López de Ayala, Lorenzana e Romero Ortiz (foto di J. Laurent).

Ricoprì l'incarico di Ministro d'Oltremare nel Governo provvisorio del 1868-1869 i cui componenti sono ritratti nella foto dove Adelardo López de Ayala è il secondo in piedi da destra, all'epoca di questa foto aveva 41 anni.
L'incarico di Ministro d'Oltremare lo ricoprì anche nei successivi governi succedutisi sotto il breve regno di Amedeo I e dopo la restaurazione borbonica.
Fu presidente del Congresso e accademico.

## Opere
Scrisse quattordici opere in tutto, tra drammi storici, commedie e zarzuela. Drammi storici sono Un hombre de estado (1851), sulla spettacolare ascesa e successiva caduta di don Rodrigo Calderón, segretario di Filippo III di Spagna e mano destra del duca di Lerma, e Rioja (1854). I suoi contributi alla commedia, genere nel quale fu autore massimo insieme a Manuel Tamayo y Baus, sono El tejado de vidrio (1856), El tanto por ciento (1861), El nuevo don Juan (1863) e Consuelo (1878).
In El tanto por ciento (1864), che ha per protagonista il mondo della finanza, si tratta di un inganno collettivo nel quale sono implicati contemporaneamente le fortuna del protagonista e l'onore dell'eroina, che infine riescono a trionfare e a liberarsi del gruppo di persone che hanno ordito la trama.  Consuelo (1878) ha per protagonista la donna di cui al titolo, che accetta un matrimonio per convenienza economica e benessere sociale, non per amore. Con quest'opera l'autore intende fornire un insegnamento morale e dimostrare come gli interessi materiali si rivoltano contro gli stessi interessati e nel finale Consuelo si trova sola e si pente della sua decisione iniziale.